# Ricardo Fernández Rue
Ricardo Alberto Fernández Rue (Ciudad de México; 14 de marzo de 1987) es un actor de televisión mexicano, quien se dio a conocer por su papel de Alberto Campos en la telenovela de Lucero Suárez De que te quiero, te quiero en 2013.

## Filmografía

### Telenovelas
- Ringo (2019) ... /
- Enamorándome de Ramón (2017) ... Pastrana
- La Vecina (2015) ... Roque
- De que te quiero, te quiero (2013-2014) ... Alberto Campos
- Zacatillo, un lugar en tu corazón (2010-2011) ... /
- Camaleones (2009-2010) ... Javier
- Querida enemiga (2008) ... Saúl

### Series de televisión
- Como dice el dicho (2014-2017) ... Varios personajes
- La rosa de Guadalupe (2013-2014) ... Varios episodios